# Lethe baladeva
Lethe baladeva är en fjärilsart som beskrevs av Moore 1865. Lethe baladeva ingår i släktet Lethe och familjen praktfjärilar. Inga underarter finns listade i Catalogue of Life.